# 王商 (文表)
王 商（おう しょう、生没年不詳）は、中国後漢時代末期の政治家。劉焉・劉璋に仕えた。字は文表。益州広漢郡郪県の人。『三国志』許靖伝注や『華陽国志』などに記述が見られる。曽祖父は王堂、祖父は王博、両親は王遵と張叔紀、息子に王彭、孫に王化など。従兄弟に王甫、同族に王士。

## 生涯
才能と学問によって名声があり、劉表や宋忠と親交があった。はじめ益州牧の劉焉に治中従事として仕え、名士である趙韙、陳実、龔楊、趙敏、黎景，王澹，孟彪などを推挙する。彼らはみな益州の要職や郡守に就いた。後に秦宓に出仕を勧めたが、これは断られた。
初平四年（193年）、劉焉は馬騰と連携して長安の李傕を襲撃しようと計画すると、王商はこれに強く反対した。しかし劉焉は聞き入れず、また謀議も漏れたため、内通するはずであった劉範、劉誕（劉焉の子）も処刑されてしまった。翌年、劉焉が失意で死去すると、帳下司馬の趙韙と連名で温厚仁義である劉璋を後継に立てた。
劉璋の時代、父の代の親交から馬超が同盟を申し込んでくると、「馬超は勇あれど仁なく、利を見て義を思わない人物であり、同盟者に不適格です。『老子』に「国の宝を人に見せてはならない」とありますが、益州の豊かさこそ馬超らが望むものであります。彼らを引き寄せることは虎を養うことであり将来の煩いとなります。」と進言したため、劉璋はこれに従った。劉璋が交州から許靖を招き寄せると、宋忠から「彼は優秀な人物であり、貴方は彼を指南役にすべきでしょう」と書が送られてきた。一方、許靖からは「（王商が）中原に生まれていれば、王朗すら上をいくまい」と評価された。
王商は成都の禽堅の孝心を讃えて、墓に石碑を建て孝廉を追贈した。また前漢の厳君平と李弘のために祠と碑銘を建てて先賢を顕彰した（この時、秦宓から揚雄や司馬相如も同様に顕彰して欲しいと書が送られてきた）。蜀郡太守に任じられると学問と農業を広めて、百姓に喜ばれた。その後、１０年を経て在職中に亡くなり許靖が後任となった。
益州では王商ほか鄭厪、趙謙、陳術、祝亀など博学の者らが『巴蜀耆旧伝』を著作していたが、後世に陳寿がこれに加筆編纂して『益部耆旧伝』１０篇をなした。